# Touille
Touille est une commune française située dans le centre du département de la Haute-Garonne, en région Occitanie.
Sur le plan historique et culturel, la commune est dans le pays de Comminges, correspondant à l’ancien comté de Comminges, circonscription de la province de Gascogne située sur les départements actuels du Gers, de la Haute-Garonne, des Hautes-Pyrénées et de l'Ariège. Exposée à un climat océanique altéré, elle est drainée par  et par divers autres petits cours d'eau. La commune possède un patrimoine naturel remarquable : un site Natura 2000 (« Garonne, Ariège, Hers, Salat, Pique et Neste »), un espace protégé (« la Garonne, l'Ariège, l'Hers Vif et le Salat ») et deux zones naturelles d'intérêt écologique, faunistique et floristique.
Touille est une commune rurale qui compte 248 habitants en 2022, après avoir connu un pic de population de 750 habitants en 1836. Ses habitants sont appelés les Touillois ou  Touilloises.
Le patrimoine architectural de la commune comprend un immeuble protégé au titre des monuments historiques : l'église Saint-Ferréol, inscrite en 1926.

## Géographie

### Localisation
La commune de Touille se trouve dans le département de la Haute-Garonne, en région Occitanie.
Elle se situe à 69 km à vol d'oiseau de Toulouse, préfecture du département, à 21 km de Saint-Gaudens, sous-préfecture, et à 45 km de Bagnères-de-Luchon, bureau centralisateur du canton de Bagnères-de-Luchon dont dépend la commune depuis 2015 pour les élections départementales.
La commune fait en outre partie du bassin de vie de Salies-du-Salat.
Les communes les plus proches sont : 
His (1,7 km), Mane (1,8 km), Salies-du-Salat (2,8 km), La Bastide-du-Salat (2,9 km), Castagnède (3,0 km), Betchat (3,4 km), Marsoulas (3,5 km), Montgaillard-de-Salies (4,0 km).
Sur le plan historique et culturel, Touille fait partie du pays de Comminges, correspondant à l’ancien comté de Comminges, circonscription de la province de Gascogne située sur les départements actuels du Gers, de la Haute-Garonne, des Hautes-Pyrénées et de l'Ariège.
Dans le terroir collinaire dit des Petites Pyrénées, Touille est limitrophe de six autres communes dont deux dans le département de l'Ariège.
Les communes limitrophes sont  Betchat, His, La Bastide-du-Salat, Mane, Marsoulas et Salies-du-Salat.
| Salies-du-Salat | Marsoulas                    |                  |
| Mane            | Touille                      | Betchat (Ariège) |
| His             | La Bastide-du-Salat (Ariège) |                  |

### Géologie et relief
La superficie de la commune est de 649 hectares ; son altitude varie de 293  à   443 mètres.

### Hydrographie

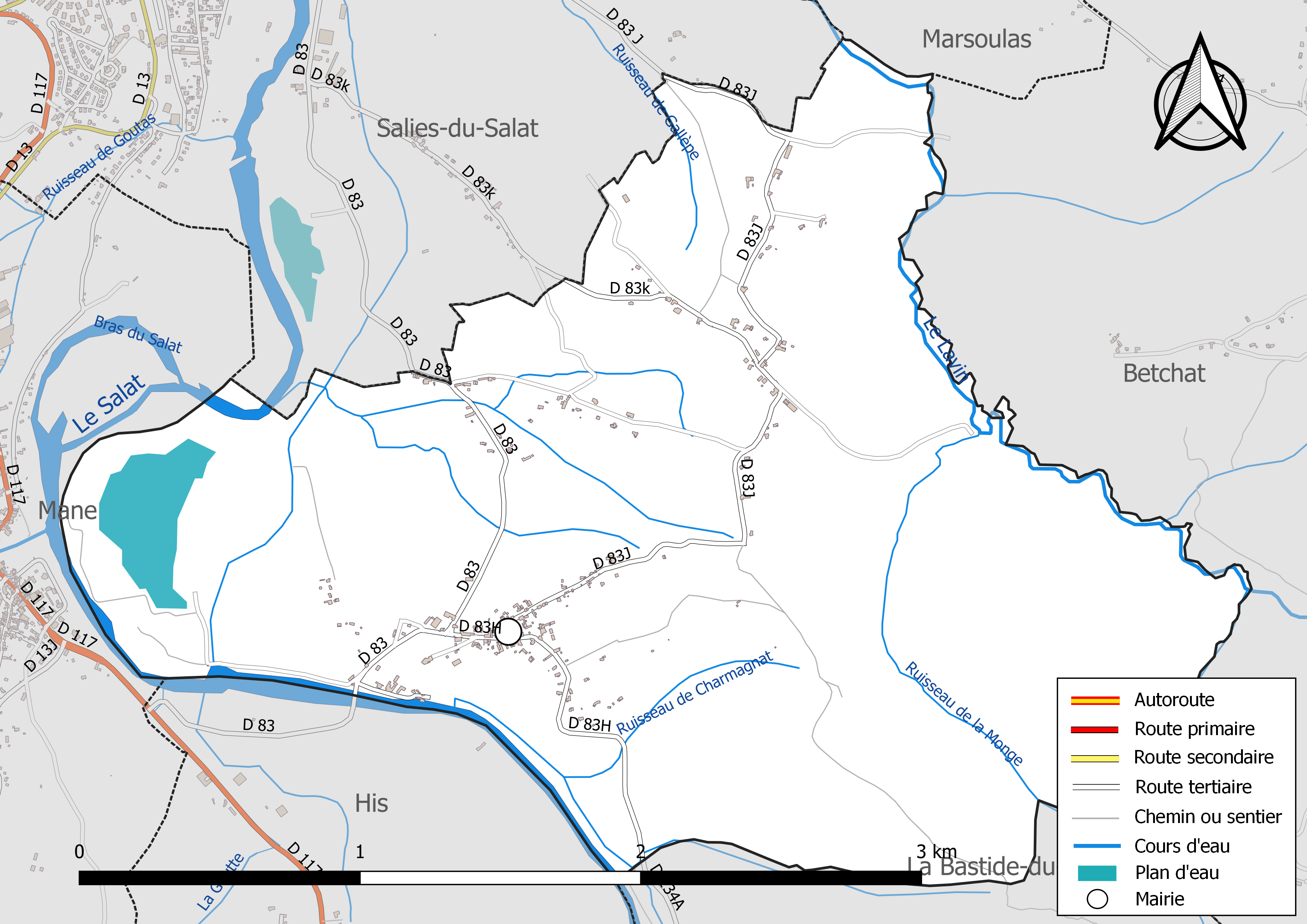
Réseaux hydrographique et routier de Touille.

La commune est dans le bassin de la Garonne, au sein du bassin hydrographique Adour-Garonne. Elle est drainée par le Salat, le Lavin, le ruisseau de Charmagnat, le ruisseau de Gallèpe, le ruisseau de la Monge et par divers petits cours d'eau, constituant un réseau hydrographique de 14 km de longueur totale,.

### Climat
Pour des articles plus généraux, voir Climat de l'Occitanie et Climat de la Haute-Garonne.
En 2010, le climat de la commune est de type climat océanique altéré, selon une étude s'appuyant sur une série de données couvrant la période 1971-2000. En 2020, Météo-France publie une typologie des climats de la France métropolitaine dans laquelle la commune est exposée à un climat de montagne ou de marges de montagne et est dans la région climatique Pyrénées centrales, caractérisée par une pluviométrie annuelle de 1 000 à 1 200 mm.
Pour la période 1971-2000, la température annuelle moyenne est de 12,4 °C, avec une amplitude thermique annuelle de 14,7 °C. Le cumul annuel moyen de précipitations est de 983 mm, avec 9,4 jours de précipitations en janvier et 7 jours en juillet. Pour la période 1991-2020, la température moyenne annuelle observée sur la station météorologique la plus proche, située sur la commune de Palaminy à 16 km à vol d'oiseau, est de 13,2 °C et le cumul annuel moyen de précipitations est de 715,2 mm,. Pour l'avenir, les paramètres climatiques de la commune estimés pour 2050 selon différents scénarios d'émission de gaz à effet de serre sont consultables sur un site dédié publié par Météo-France en novembre 2022.

### Milieux naturels et biodiversité

#### Espaces protégés
La protection réglementaire est le mode d’intervention le plus fort pour préserver des espaces naturels remarquables et leur biodiversité associée,.
Un  espace protégé est présent sur la commune : 
« la Garonne, l'Ariège, l'Hers Vif et le Salat », objet d'un arrêté de protection de biotope, d'une superficie de 1 658,7 ha.

#### Réseau Natura 2000

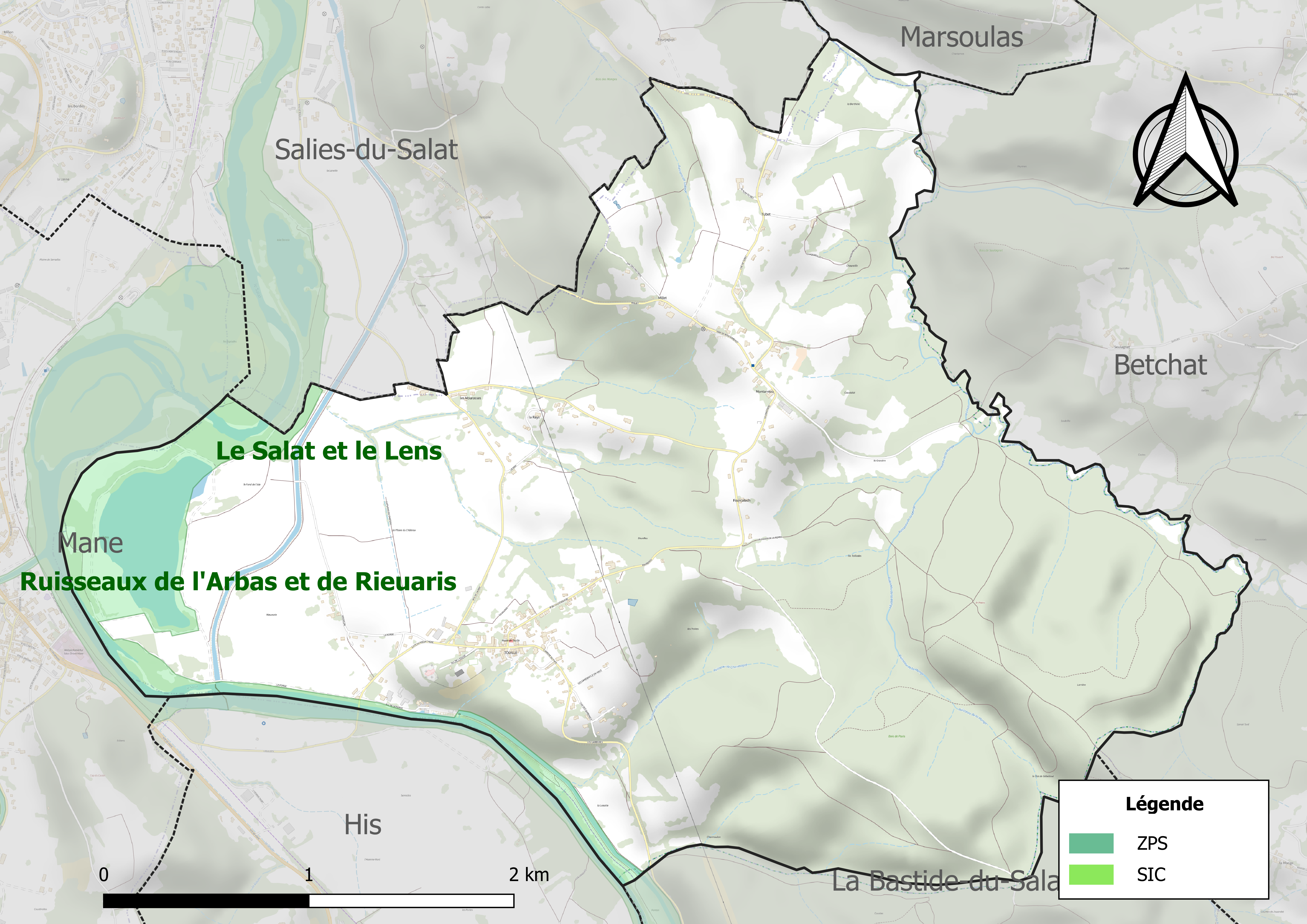
Site Natura 2000 sur le territoire communal.

Le réseau Natura 2000 est un réseau écologique européen de sites naturels d'intérêt écologique élaboré à partir des directives habitats et oiseaux, constitué de zones spéciales de conservation (ZSC) et de zones de protection spéciale (ZPS).
Un site Natura 2000 a été défini sur la commune au titre de la directive habitats : « Garonne, Ariège, Hers, Salat, Pique et Neste », d'une superficie de 9 581 ha, un réseau hydrographique pour les poissons migrateurs avec des zones de frayères actives et potentielles importantes pour le Saumon en particulier qui fait l'objet d'alevinages réguliers et dont des adultes atteignent déjà Foix sur l'Ariège.

#### Zones naturelles d'intérêt écologique, faunistique et floristique

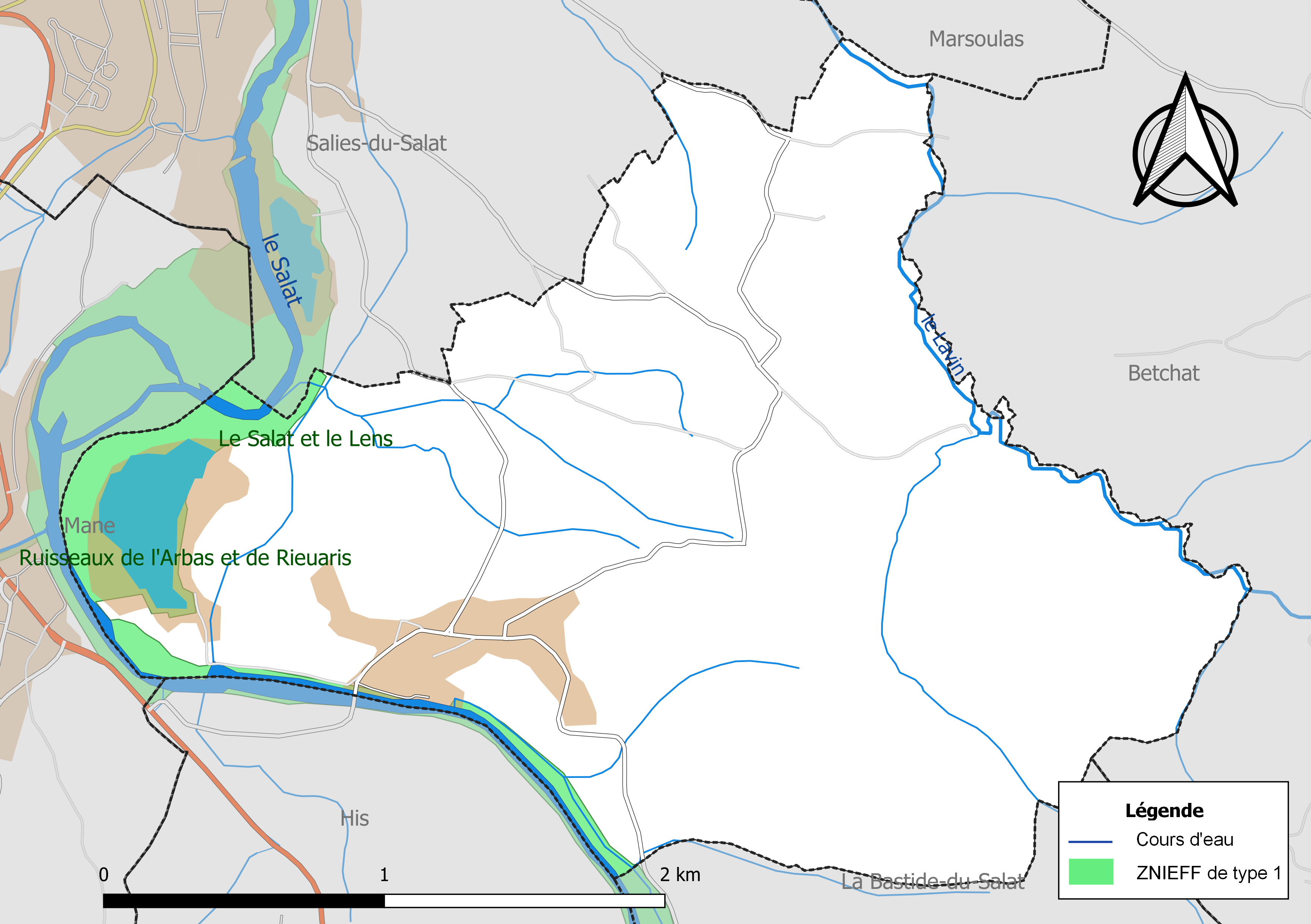
Carte de la ZNIEFF de type 1 localisée sur la commune.

L’inventaire des zones naturelles d'intérêt écologique, faunistique et floristique (ZNIEFF) a pour objectif de réaliser une couverture des zones les plus intéressantes sur le plan écologique, essentiellement dans la perspective d’améliorer la connaissance du patrimoine naturel national et de fournir aux différents décideurs un outil d’aide à la prise en compte de l’environnement dans l’aménagement du territoire.
Une ZNIEFF de type 1 est recensée sur la commune :
« le Salat et le Lens » (713 ha), couvrant 32 communes dont 21 dans l'Ariège et 11 dans la Haute-Garonne et une ZNIEFF de type 2, : 
les « coteaux de l'ouest du St-Gironnais » (7 504 ha), couvrant 17 communes dont 13 dans l'Ariège et quatre dans la Haute-Garonne.

## Urbanisme

### Typologie
Au 1er janvier 2024, Touille est catégorisée commune rurale à habitat dispersé, selon la nouvelle grille communale de densité à sept niveaux définie par l'Insee en 2022.
Elle est située hors unité urbaine et hors attraction des villes,.

### Occupation des sols
L'occupation des sols de la commune, telle qu'elle ressort de la base de données européenne d’occupation biophysique des sols Corine Land Cover (CLC), est marquée par l'importance des forêts et milieux semi-naturels (49,4 % en 2018), une proportion identique à celle de 1990 (49,4 %). La répartition détaillée en 2018 est la suivante : 
forêts (49,4 %), zones agricoles hétérogènes (27,7 %), terres arables (10,7 %), prairies (4,4 %), eaux continentales (4 %), zones urbanisées (3,9 %). L'évolution de l’occupation des sols de la commune et de ses infrastructures peut être observée sur les différentes représentations cartographiques du territoire : la carte de Cassini (XVIIIe siècle), la carte d'état-major (1820-1866) et les cartes ou photos aériennes de l'IGN pour la période actuelle (1950 à aujourd'hui).

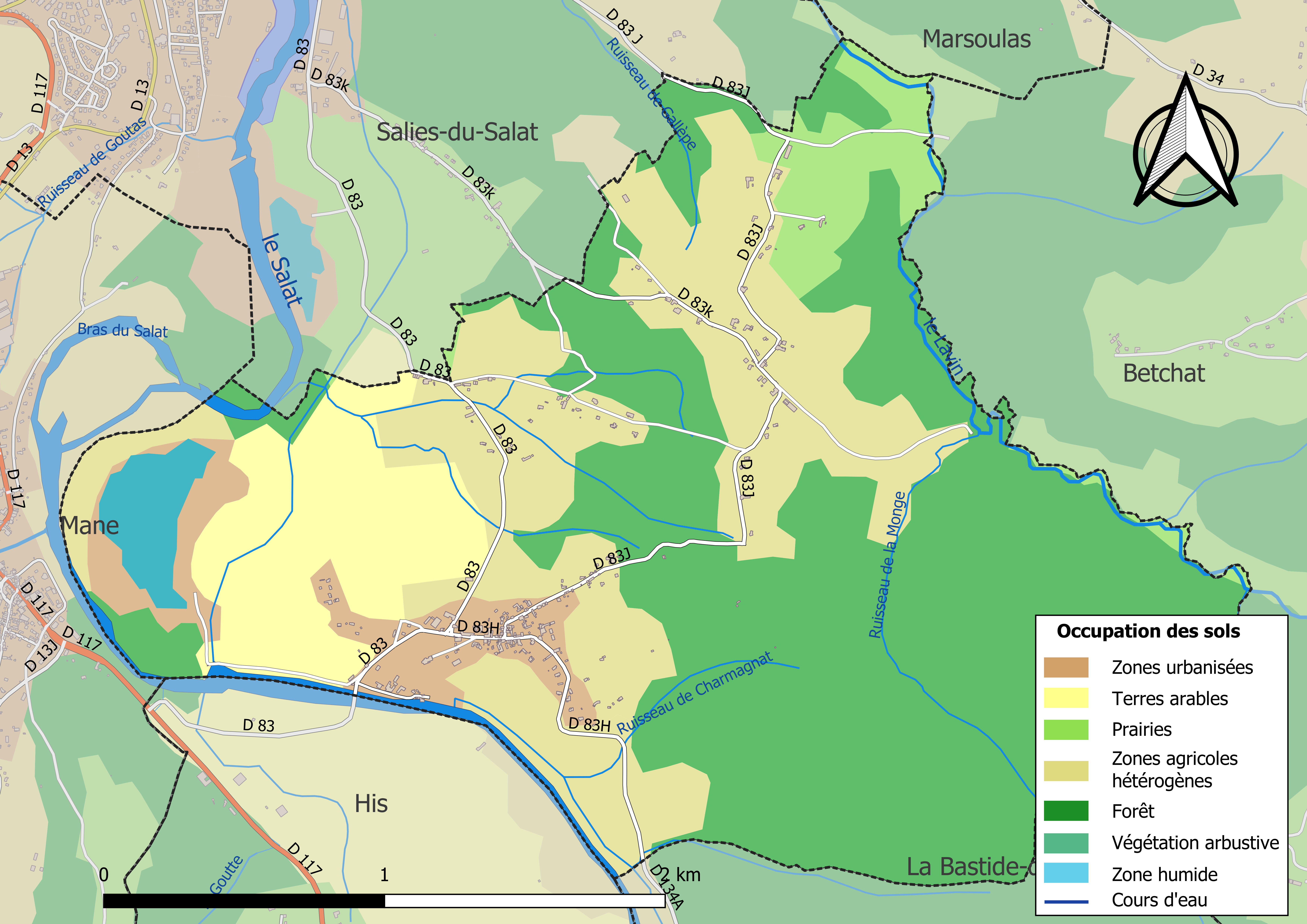
Carte des infrastructures et de l'occupation des sols de la commune en 2018 (CLC).

### Voies de communication et transports
La commune est desservie depuis la RD 117 par la RD 83 franchissant le Salat doublée ensuite par la RD 83J.

### Risques majeurs
Le territoire de la commune de Touille est vulnérable à différents aléas naturels : météorologiques (tempête, orage, neige, grand froid, canicule ou sécheresse), inondations, feux de forêts et séisme (sismicité modérée). Un site publié par le BRGM permet d'évaluer simplement et rapidement les risques d'un bien localisé soit par son adresse soit par le numéro de sa parcelle.
Certaines parties du territoire communal sont susceptibles d’être affectées par le risque d’inondation par débordement de cours d'eau, notamment le Lavin. La commune a été reconnue en état de catastrophe naturelle au titre des dommages causés par les inondations et coulées de boue survenues en 1982, 1992, 1999 et 2009,.
Un plan départemental de protection des forêts contre les incendies a été approuvé par arrêté préfectoral du 25 septembre 2006. Touille est exposée au risque de feu de forêt du fait de la présence sur son territoire du massif des piémonts des Pyrénées. Il est ainsi défendu aux propriétaires de la commune et à leurs ayants droit de porter ou d’allumer du feu dans l'intérieur et à une distance de 200 mètres des bois, forêts, plantations, reboisements ainsi que des landes. L’écobuage est également interdit, ainsi que les feux de type méchouis et barbecues, à l’exception de ceux prévus dans des installations fixes (non situées sous couvert d'arbres) constituant une dépendance d'habitation,

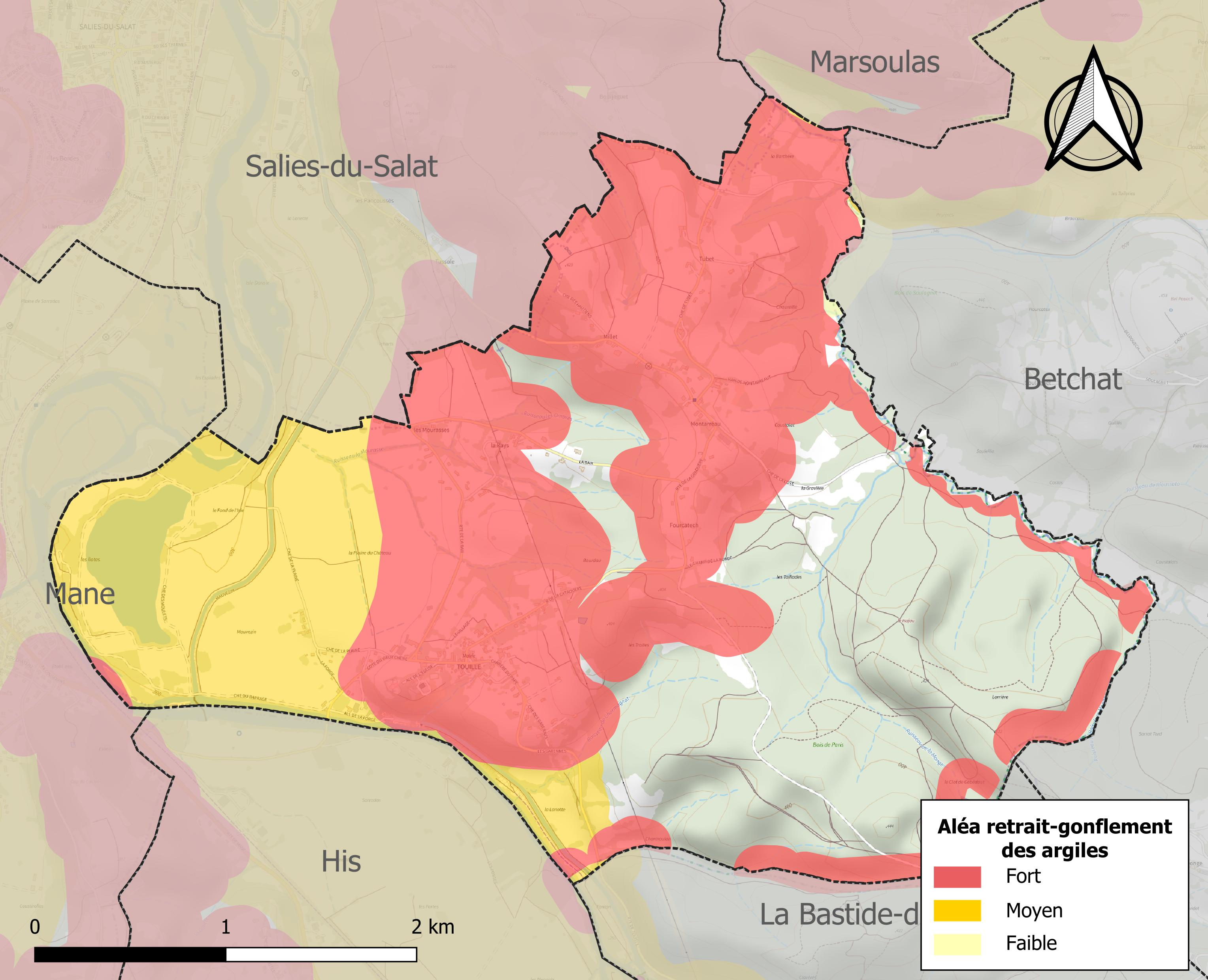
Carte des zones d'aléa retrait-gonflement des sols argileux de Touille.

Le retrait-gonflement des sols argileux est susceptible d'engendrer des dommages importants aux bâtiments en cas d’alternance de périodes de sécheresse et de pluie. 67 % de la superficie communale est en aléa moyen ou fort (88,8 % au niveau départemental et 48,5 % au niveau national). Sur les 162 bâtiments dénombrés sur la commune en 2019, 157 sont en aléa moyen ou fort, soit 97 %, à comparer aux 98 % au niveau départemental et 54 % au niveau national. Une cartographie de l'exposition du territoire national au retrait gonflement des sols argileux est disponible sur le site du BRGM,.
Par ailleurs, afin de mieux appréhender le risque d’affaissement de terrain, l'inventaire national des cavités souterraines permet de localiser celles situées sur la commune.
Concernant les mouvements de terrains, la commune a été reconnue en état de catastrophe naturelle au titre des dommages causés par la sécheresse en 1989 et par des mouvements de terrain en 1999.

## Histoire
De 1866 à 1969, la commune a bénéficié d'une halte voyageurs sur la ligne de Boussens à Saint-Girons intitulée "His - Mane - Touille" pour les trois communes concernées.

## Politique et administration

### Administration municipale
Le nombre d'habitants au recensement de 2011 étant compris entre 100 et 499, le nombre de membres du conseil municipal pour l'élection de 2014 est de onze,.

### Rattachements administratifs et électoraux
Commune faisant partie de la huitième circonscription de la Haute-Garonne, de la communauté de communes Cagire-Garonne-Salat et du canton de Bagnères-de-Luchon (avant le redécoupage départemental de 2014, Touille faisait partie de l'ex-canton de Salies-du-Salat et, avant le 1er janvier 2017, de la Communauté de communes du canton de Salies-du-Salat).

### Liste des maires
| Période                                  | Période   | Identité        | Étiquette    | Qualité                                                   |
| ---------------------------------------- | --------- | --------------- | ------------ | --------------------------------------------------------- |
| 1949                                     | juin 1995 | Albert Durrieu  | SFIO puis PS | Président de l’association des maires de la Haute-Garonne |
| juin 1995                                | mars 2008 | André Delort    | PS           |                                                           |
| mars 2008                                | 2009      | Bernadette Soum |              |                                                           |
| 2009                                     | mars 2013 | Nicolas Tusseau | PCF          |                                                           |
| mars 2013                                | En cours  | Michel Estrella |              |                                                           |
| Les données manquantes sont à compléter. |           |                 |              |                                                           |

## Population et société

### Démographie
| 1793 | 1800 | 1806 | 1821 | 1831 | 1836 | 1841 | 1846 | 1851 |
| ---- | ---- | ---- | ---- | ---- | ---- | ---- | ---- | ---- |
| 360  | 449  | 359  | 469  | 468  | 750  | 740  | 653  | 657  |

| 1856 | 1861 | 1866 | 1872 | 1876 | 1881 | 1886 | 1891 | 1896 |
| ---- | ---- | ---- | ---- | ---- | ---- | ---- | ---- | ---- |
| 573  | 611  | 711  | 669  | 746  | 675  | 670  | 618  | 700  |

| 1901 | 1906 | 1911 | 1921 | 1926 | 1931 | 1936 | 1946 | 1954 |
| ---- | ---- | ---- | ---- | ---- | ---- | ---- | ---- | ---- |
| 711  | 668  | 631  | 464  | 456  | 385  | 347  | 310  | 297  |

| 1962 | 1968 | 1975 | 1982 | 1990 | 1999 | 2006 | 2011 | 2016 |
| ---- | ---- | ---- | ---- | ---- | ---- | ---- | ---- | ---- |
| 307  | 293  | 234  | 213  | 204  | 204  | 259  | 252  | 252  |

| 2021 | 2022 | - | - | - | - | - | - | - |
| ---- | ---- | - | - | - | - | - | - | - |
| 245  | 248  | - | - | - | - | - | - | - |

### Enseignement
Touille fait partie de l'académie de Toulouse.

### Écologie et recyclage
La déchetterie la plus proche se trouve à Mane au lieudit "Les Espiades", Chemin des Isles

## Économie

### Revenus
En 2018  (données Insee publiées en septembre 2021), la commune compte 118 ménages fiscaux, regroupant 257 personnes. La médiane du revenu disponible par unité de consommation est de 22 780 € (23 140 € dans le département).

### Emploi
|                | 2008   | 2013  | 2018  |
| -------------- | ------ | ----- | ----- |
| Commune        | 10,4 % | 5,6 % | 5 %   |
| Département    | 7,7 %  | 9,6 % | 9,3 % |
| France entière | 8,3 %  | 10 %  | 10 %  |

En 2018, la population âgée de 15 à 64 ans s'élève à 134 personnes, parmi lesquelles on compte 74,3 % d'actifs (69,3 % ayant un emploi et 5 % de chômeurs) et 25,7 % d'inactifs,. En  2018, le taux de chômage communal (au sens du recensement) des 15-64 ans est inférieur à celui de la France et du département, alors qu'en 2008 la situation était inverse.
La commune est hors attraction des villes,. Elle compte 13 emplois en 2018, contre 20 en 2013 et 19 en 2008. Le nombre d'actifs ayant un emploi résidant dans la commune est de 96, soit un indicateur de concentration d'emploi de 13,2 % et un taux d'activité parmi les 15 ans ou plus de 49,8 %.
Sur ces 96 actifs de 15 ans ou plus ayant un emploi, 9 travaillent dans la commune, soit 9 % des habitants. Pour se rendre au travail, 89 % des habitants utilisent un véhicule personnel ou de fonction à quatre roues, 7 % les transports en commun et 4 % n'ont pas besoin de transport (travail au domicile).

### Activités hors agriculture
14 établissements sont implantés  à Touille au 31 décembre 2019.
Le secteur des activités spécialisées, scientifiques et techniques et des activités de services administratifs et de soutien est prépondérant sur la commune puisqu'il représente 50 % du nombre total d'établissements de la commune (7 sur les 14 entreprises implantées à Touille), contre 19,8 % au niveau départemental.

### Agriculture
|               | 1988 | 2000 | 2010 | 2020 |
| ------------- | ---- | ---- | ---- | ---- |
| Exploitations | 15   | 12   | 6    | 3    |
| SAU (ha)      | 355  | 390  | 388  | 184  |

La commune est dans « La Rivière », une petite région agricole localisée dans le sud du département de la Haute-Garonne, constituant la partie piémont au relief plus doux que les Pyrénées centrales la bordant au sud et où la vallée de la Garonne s’élargit. En 2020, l'orientation technico-économique de l'agriculture sur la commune est la polyculture et/ou le polyélevage. Trois exploitations agricoles ayant leur siège dans la commune sont dénombrées lors du recensement agricole de 2020 (15 en 1988). La superficie agricole utilisée est de 184 ha,,.

## Culture locale et patrimoine

### Lieux et monuments
- Lac aménagé et aleviné sur une ancienne gravière, avec parcours de santé, aire de pique-nique. Pêche autorisée avec la carte de le fédération et la carte municipale.
- Église Saint-Ferréol (inscrite aux monuments historiques depuis 1926[42]), reconstruite au XIXe siècle avec des éléments de l'abbatiale de Bonnefont.

### Personnalités liées à la commune
- André Lagarde (1912-2001), né à Touille, agrégé de lettres classiques, ancien professeur de Première Supérieure au Lycée Louis-le-Grand (Paris) et Inspecteur Général de L' Éducation Nationale pendant de nombreuses années. Il est connu pour être l'un des deux auteurs célèbres de manuels scolaires de littérature française : Le Lagarde et Michard.
- Gaston Moreau, peintre, s'installe un temps à Touille, visite la région. Il peint plusieurs tableaux dont : « Fin d'après-midi d'Automne sur le Salat (près Mane) » et, en traversant la frontière espagnole, « le pont de Réparacea, sur la Bidassoa ». Il titre et localise ses œuvres, et appose au dos son cachet : Gaston Moreau, artiste peintre à Touille (Haute-Garonne).

## Pour approfondir